# Кривизна поля изображения
Кривизна́ по́ля изображе́ния — аберрация, в результате которой изображение плоского объекта, перпендикулярного к оптической оси объектива, лежит не на плоской, а на искривлённой поверхности. В результате на плоском светоприёмнике изображение не может быть резким одновременно в центре и по краям. Кривизна поля является следствием астигматизма и считается наиболее сложной для исправления аберрацией, ограничивающей предельные угловое поле и светосилу оптической системы. В оптических системах со скорригированным астигматизмом кривизна поля минимальна. Наиболее эффективным способом исправления астигматизма и кривизны поля считается применение аномальных комбинаций стёкол с редкоземельными элементами: сверхтяжёлых кронов и лёгких флинтов. Отрицательное влияние кривизны поля на качество изображения уменьшается при диафрагмировании, но в меньшей степени, чем для комы и сферической аберрации.